# Westfaals voetbalkampioenschap 1914/15
In 1914/15 werd het vierde Westfaals voetbalkampioenschap gespeeld, dat georganiseerd werd door de West-Duitse voetbalbond. Door het uitbreken van de Eerste Wereldoorlog werd de competitie in meerdere reeksen opgesplitst, enkel de groep Ravensberg-Lippe is nog bekend. Er was geen verdere eindronde meer. 

## Kreisliga
| Plaats | Club                      | Wed. | W | G | V | Saldo | Ptn. |
| ------ | ------------------------- | ---- | - | - | - | ----- | ---- |
| 1.     | VfB 1903 Bielefeld        | 8    |   |   |   |       | 14:2 |
| 2.     | 1. FC Arminia Bielefeld   | 8    |   |   |   |       | 10:6 |
| 3.     | SV Westfalia Brackwede    | 8    |   |   |   |       | 10:6 |
| 4.     | SC Eintracht 07 Bielefeld | 8    |   |   |   |       | 6:8  |
| 5.     | BV Union 08 Herford       | 8    |   |   |   |       | 0:16 |

|  | Kampioen |